# Qualificazioni al campionato mondiale di calcio 1986 - CONMEBOL
Sono elencate di seguito le date e i risultati della zona sudamericana (CONMEBOL) per le qualificazioni al mondiale del 1986.

## Formula
10 membri FIFA: si contendono 4 posti disponibili per la fase finale. Tre gruppi di qualificazione (un gruppo da quattro squadre e due gruppi da tre squadre), giocano partite di andata e ritorno. Le vincitrici di ogni gruppo si qualificano alla fase finale, mentre le seconde classificate di ogni gruppo e la terza classificata del gruppo 1 accedono agli Spareggi.

## Gruppo 1

### Classifica
| Pos. | Squadra   | Pt | G | V | N | P | GF | GS | DR  |
| ---- | --------- | -- | - | - | - | - | -- | -- | --- |
| 1.   | Argentina | 9  | 6 | 4 | 1 | 1 | 12 | 6  | +6  |
| 2.   | Perù      | 8  | 6 | 3 | 2 | 1 | 8  | 4  | +4  |
| 3.   | Colombia  | 6  | 6 | 2 | 2 | 2 | 6  | 6  | 0   |
| 4.   | Venezuela | 1  | 6 | 0 | 1 | 5 | 5  | 15 | -10 |

Legenda:

         Qualificato direttamente al campionato del mondo 1986.
         Qualificato agli spareggi.
Note:
Due punti a vittoria, uno a pareggio, zero a sconfitta.
Argentina qualificata alla fase finale. Perù e Colombia accedono agli Spareggi.

### Risultati
| Arbitro: | Barrancos |

|            |           |  |
| Prince 15’ | Marcatori |  |

| Arbitro: | Cardellino |

|                       |           |                                |
| Torres 5’ Márquez 59’ | Marcatori | 1’ 58’ Maradona 40’ Passarella |

| Arbitro: | Coelho |

|            |           |                                 |
| Prince 61’ | Marcatori | 43’ 68’ Pasculli 85’ Burruchaga |

| Arbitro: | Orellana |

|  |           |           |
|  | Marcatori | 78’ Uribe |

| Lima 9 giugno 1985 | Perù       | 0 – 0 referto | Colombia | Estadio Nacional (45.000 spett.)\| Arbitro: \| Cardellino \| |
| Arbitro:           | Cardellino |               |          |                                                              |

| Arbitro: | Castro |

|                                    |           |  |
| Russo 27’ Clausen 88’ Maradona 90’ | Marcatori |  |

| Arbitro: | Félix |

|                                                 |           |            |
| Navarro 15’ Barbadillo 19’ Hirano 77’ Cueto 80’ | Marcatori | 29’ Febles |

| Arbitro: | González |

|             |           |  |
| Valdano 26’ | Marcatori |  |

| Arbitro: | Barreto |

|                    |           |                              |
| Cedeño 6’ Añor 64’ | Marcatori | 17’ Ortiz 50’ (rig.) Herrera |

| Arbitro: | Silva |

|            |           |  |
| Oblitas 8’ | Marcatori |  |

| Arbitro: | Vásquez |

|                                |           |  |
| Córdoba 15’ Herrera 27’ (rig.) | Marcatori |  |

| Arbitro: | Arppi Filho |

|                        |           |                              |
| Pasculli 9’ Gareca 81’ | Marcatori | 23’ Velásquez 39’ Barbadillo |

## Gruppo 2

### Classifica
| Pos. | Squadra | Pt | G | V | N | P | GF | GS | DR |
| ---- | ------- | -- | - | - | - | - | -- | -- | -- |
| 1.   | Uruguay | 6  | 4 | 3 | 0 | 1 | 6  | 4  | +2 |
| 2.   | Cile    | 5  | 4 | 2 | 1 | 1 | 10 | 5  | +5 |
| 3.   | Ecuador | 1  | 4 | 0 | 1 | 3 | 4  | 11 | -7 |

Legenda:

         Qualificato direttamente al campionato del mondo 1986.
         Qualificato agli spareggi.
Note:
Due punti a vittoria, uno a pareggio, zero a sconfitta.
Uruguay qualificato alla fase finale. Cile accede agli spareggi CONMEBOL.

### Risultati
| Arbitro: | Wright |

|               |           |              |
| Maldonado 44’ | Marcatori | 31’ Letelier |

| Arbitro: | Pérez Núñez |

|                        |           |          |
| Aguilera 34’ Ramos 90’ | Marcatori | 54’ Cuvi |

| Arbitro: | Di Rosa |

|                                                      |           |                 |
| Puebla 21’ Caszely 29’ 39’ Hisis 34’ Aravena 50’ 89’ | Marcatori | 23’ 37’ Baldeón |

| Arbitro: | Díaz |

|                       |           |  |
| Rubio 28’ Aravena 54’ | Marcatori |  |

| Arbitro: | Escobar |

|  |           |                               |
|  | Marcatori | 69’ Saralegui 87’ Francescoli |

| Arbitro: | Espósito |

|                             |           |                    |
| Batista 8’ Ramos 57’ (rig.) | Marcatori | 28’ (rig.) Aravena |

## Gruppo 3

### Classifica
| Pos. | Squadra  | Pt | G | V | N | P | GF | GS | DR |
| ---- | -------- | -- | - | - | - | - | -- | -- | -- |
| 1.   | Brasile  | 6  | 4 | 2 | 2 | 0 | 6  | 2  | +4 |
| 2.   | Paraguay | 4  | 4 | 1 | 2 | 1 | 5  | 4  | +1 |
| 3.   | Bolivia  | 2  | 4 | 0 | 2 | 2 | 2  | 7  | -5 |

Legenda:

         Qualificato direttamente al campionato del mondo 1986.
         Qualificato agli spareggi.
Note:
Due punti a vittoria, uno a pareggio, zero a sconfitta.
Brasile qualificato alla fase finale. Paraguay accede agli spareggi CONMEBOL.

### Risultati
| Arbitro: | Jacome |

|          |           |           |
| Rojas 9’ | Marcatori | 82’ Nunes |

| Arbitro: | Romero |

|  |           |                                |
|  | Marcatori | 67’ Casagrande 70’ (aut.) Noro |

| Arbitro: | Aristizábal |

|                                      |           |  |
| Mendoza 17’ Jacquet 34’ Romerito 48’ | Marcatori |  |

| Arbitro: | Castro |

|  |           |                         |
|  | Marcatori | 28’ Casagrande 70’ Zico |

| Arbitro: | Martínez Bazán |

|              |           |              |
| Sócrates 25’ | Marcatori | 41’ Romerito |

| Arbitro: | Labo |

|            |           |             |
| Careca 19’ | Marcatori | 75’ Sánchez |

## Spareggi

### Semifinali

#### Andata
| Arbitro: | Espósito |

|                                           |           |  |
| Hicks 15’ Romerito 70’ (rig.) Cabañas 79’ | Marcatori |  |

| Arbitro: | Martínez Bazán |

|                                          |           |                 |
| Aravena 7’ 65’ (rig.) Rubio 9’ Hisis 15’ | Marcatori | 45’ 77’ Navarro |

#### Ritorno
| Arbitro: | Wright |

|                      |           |              |
| Angulo 66’ Ortiz 88’ | Marcatori | 57’ Ferreira |

| Arbitro: | Coelho |

|  |           |             |
|  | Marcatori | 64’ Aravena |

Paraguay e Cile qualificate per la finale.

### Finale

#### Andata
| Arbitro: | Coelho |

|                                           |           |  |
| Cabañas 9’ Delgado 46’ Garrido 84’ (aut.) | Marcatori |  |

#### Ritorno
| Arbitro: | Cardellino |

|                     |           |                            |
| Rubio 22’ Muñoz 77’ | Marcatori | 22’ Schettina 39’ Romerito |

Paraguay qualificato alla fase finale.

## Statistiche

### Primati
- Maggior numero di vittorie: Argentina (4)
- Minor numero di sconfitte: Brasile (0)
- Miglior attacco: Cile (17 reti fatte)
- Miglior difesa: Brasile (2 reti subite)
- Miglior differenza reti: Argentina (+6)
- Maggior numero di pareggi: Bolivia, Brasile, Cile, Colombia, Paraguay, Perù (2)
- Minor numero di vittorie: Brasile (0)
- Maggior numero di sconfitte: Venezuela (5)
- Peggiore attacco: Bolivia (2 reti fatte)
- Peggior difesa: Venezuela (15 reti subite)
- Peggior differenza reti: Venezuela (-10)
- Partita con più reti: Cile-Ecuador 6-2

### Classifica marcatori
6 gol
- Jorge Aravena

4 gol
- Romerito

3 gol
- Diego Maradona
- Pedro Pasculli
- Hugo Rubio
- Franco Navarro

2 gol
- Casagrande
- Carlos Caszely
- Alejandro Hisis
- Hernán Herrera
- Willington Ortiz
- Miguel Prince
- Jaime Baldeón
- Roberto Cabañas
- Gerónimo Barbadillo
- Venancio Ramos

1 gol
- Néstor Clausen
- Ricardo Gareca
- Daniel Passarella
- Miguel Ángel Russo
- Jorge Valdano
- Silvio Rojas
- Juan Carlos Sánchez
- Careca
- Sócrates
- Zico

1 gol (cont.)
- Juan Carlos Letelier
- Jorge Muñoz
- Héctor Puebla
- Sergio Angulo
- Manuel Córdoba
- Carlos Maldonado
- Hamilton Cuvi
- Buenaventura Ferreira
- Rogelio Delgado
- Ramón Hicks
- Justo Jacquet
- Alfredo Mendoza
- Jorge Amado Nunes
- Vladimiro Schettina
- César Cueto
- Jorge Hirano
- Julio César Uribe
- José Velásquez
- Carlos Aguilera
- José Batista
- Enzo Francescoli
- Mario Saralegui
- Bernardo Añor
- Douglas Cedeño
- Pedro Febles
- Herbert Márquez
- René Torres

Autogol
- Miguel Ángel Noro (pro Brasile)
- Lizardo Garrido (pro Paraguay)